# 1988 BZ1
1988 BZ1 är en asteroid i huvudbältet som upptäcktes den 25 januari 1988 av de båda japanska astronomerna Seiji Ueda och Hiroshi Kaneda i Kushiro.
Asteroiden har en diameter på ungefär 13 kilometer och den tillhör asteroidgruppen Themis.